# Carolyn Christov-Bakargiev
Carolyn Christov-Bakargiev, född 2 december 1957 i Ridgewood i New Jersey i USA, är en amerikansk-italiensk konsthistoriker och kurator. 
Carolyn Christov-Bakargiev är dotter till en bulgarisk läkare (fader), som först emigrerat till Italien och en italiensk arkeolog (moder). Föräldrarna möttes i Italien innan de flyttade till USA. Hon växte upp i Washington, D.C. och är italiensk och amerikansk medborgare.
Hon utbildade sig i litteraturvetenskap, språk och konsthistoria vid universitetet i Pisa i Italien. Hon arbetade därefter i Rom med konstkritik i dagstidningar. Åren 1999-2002 var hon kurator på MoMA PS1 i New York och 2002-08 chefskurator på Castello di Rivoli – Museo d’Arte Contemporeana i Turin i Italien, samt från 2009 museets chef. 
I december 2009 blev Carloyn Christov-Bakargiev konstnärlig ledare för konstutställningen dOCUMENTA (13), som hölls i Kassel i Tyskland juni-september 2013.
Carolyn Christov-Bakargiev är gift med den italienske performancekonstnären Cesare Pietroiusti (född 1955).

### Norwe
1. 1 2 3  Archive of Fine Arts, abART person-ID: 85889, läst: 1 april 2021.[källa från Wikidata]
2. ↑  Munzinger Personen, Munzinger person-ID: 00000026928, läst: 9 oktober 2017.[källa från Wikidata]
3. ↑  läs online, ccs.bard.edu .[källa från Wikidata]